# Kamianka-Buzka
Kamianka-Buzka (em ucraniano:  Кам'янка-Бузька, transl. Kam'ianka-Buz’ka, em polonês/polaco:  Kamionka Bużańska) é uma cidade da Ucrânia, situada no Oblast de Leópolis. Tem 8,63 km² de área e sua população em 2020 foi estimada em 10.630 habitantes.